# Жербийон, Жан Франсуа

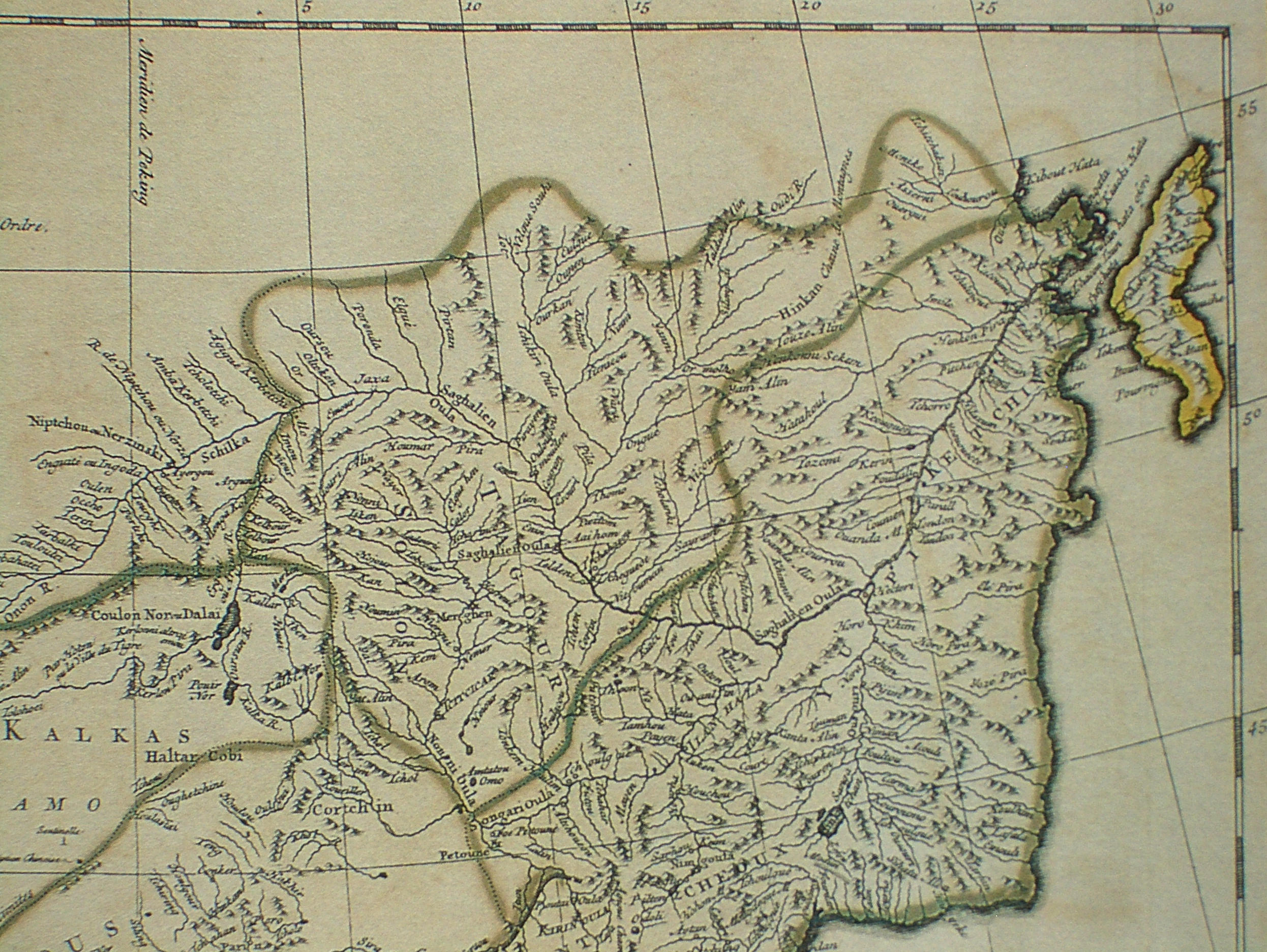
Нерчинск — лишь один из пунктов, нанесенный Жербильоном на иезуитские карты

Жан Франсуа́ Жербийо́н (устар. — Жербильо́н; фр. Jean-François Gerbillon, 4 июня 1654, Верден — 27 марта 1707, Пекин) — французский учёный миссионер-иезуит в Китае, куда он отправился в 1680 году.
Допущенный ко двору императора, Жербийон стал его врачом и учителем математики; успешно вёл несколько раз торговые переговоры с русскими (см. Нерчинский договор). Впоследствии получил разрешение устроить в Пекине иезуитскую коллегию, которая процветала до его смерти.
Известны два его трактата по геометрии на китайском и «татарском» (маньчжурском) языках. Его заметки о северо-восточном Китае были опубликованы во Франции как Observations historiques sur la grande Tartarie (в «Description» Дюгальда) и Relations de huit voyages en Tartarie faits par ordre de l’empereur de Chine (1688—1698, там же).